# Grünewalder Berg 8

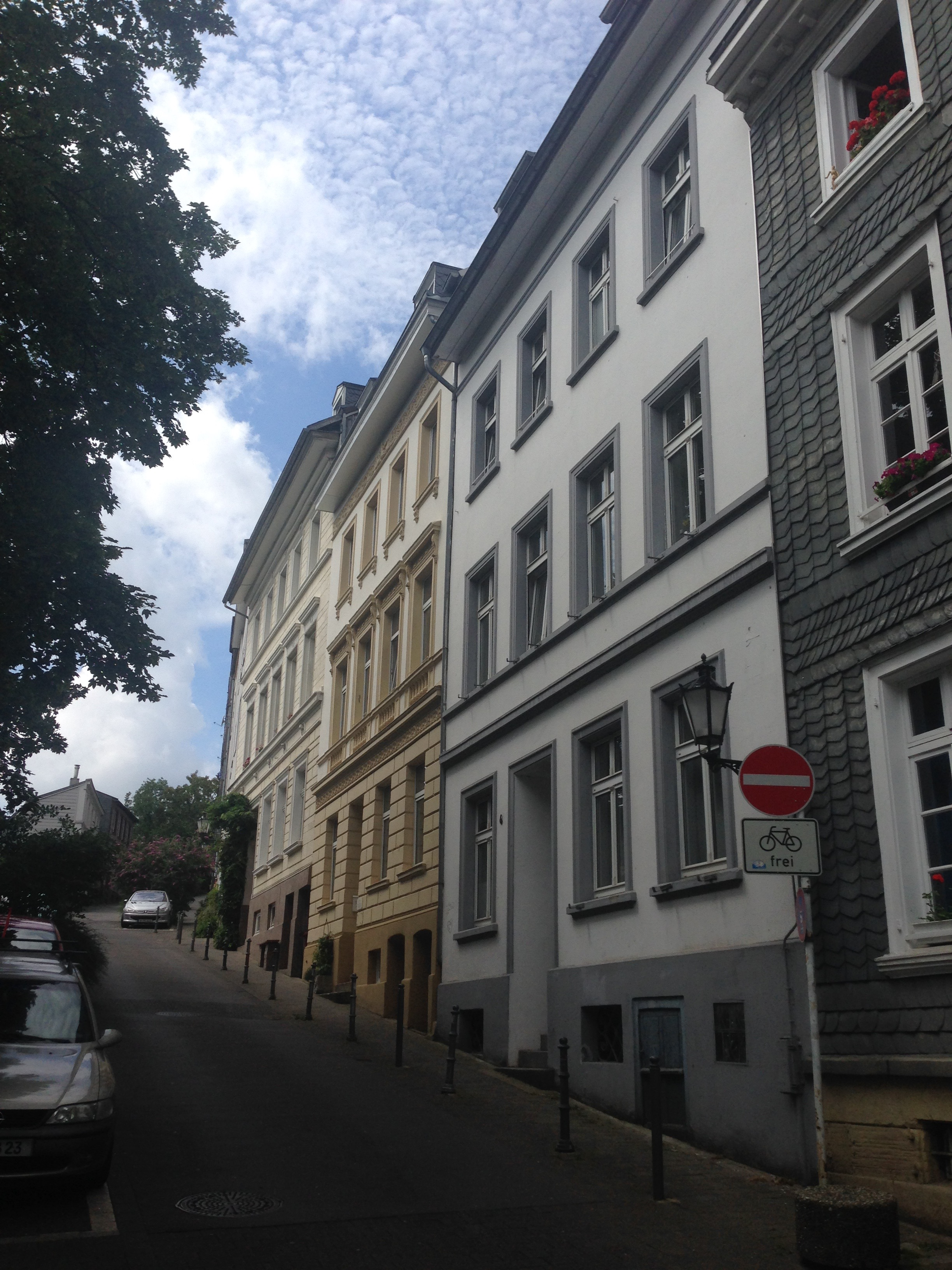
Das renovierte Haus Grünewalder Berg 8 in der Bildmitte

Das Gebäude Grünewalder Berg 8, teils auch als das Wuppertaler Punkerhaus bezeichnet, ist ein denkmalgeschütztes Gebäude im Wuppertaler Luisenviertel der Nordstadt am Fuß des sogenannten Ölbergs.

## Beschreibung
Das Objekt ist ein dreigeschossiges unterkellertes Wohnhaus aus der Gründerzeit mit Satteldach. Das um 1875 erbaute Haus besitzt eine vierachsige Putzfassade mit gequaderten Mauerwerkstrukturen, Pflanzenfriesen, Konsolen und Sohlbankgesimse. Im Dachbereich sind zwei verschieferte Gauben vorhanden.
Es ist ein typisches Beispiel für ein gründerzeitliches, größtenteils schmuckloses Wohnhaus der Arbeiterschaft, eingebettet in einer weitgehend erhaltenen Häuserzeile, wie sie ebenfalls typisch für die Bebauung der Wuppertaler Nordstadt ist, die durch ihre Geschlossenheit ein weit über die Stadtgrenzen hinaus bekanntes, gründerzeitliches Arbeiterwohnviertel stellt. Es zeugt von den Arbeits- und Sozialverhältnissen, als man in der zweiten Hälfte des 19. Jahrhunderts aufgrund der rasant expandierenden Industrie in der Talsohle keinen Platz mehr für Wohnraum für die Arbeiterschaft fand und die Wohnviertel auf die umliegenden Hügel expandierten.
Das Haus wurde am 1. April 1992 aus städtebaulichen, stadthistorischen und wissenschaftlichen Gründen als Baudenkmal in die Wuppertaler Denkmalliste eingetragen.
Überregionale Bekanntheit erreichte das Haus, als im Jahr 2002 ein Anhänger der Punk-Szene dort einzog, dem im Laufe der Zeit zahlreiche weitere Personen – Punks, aber auch linke Skinheads und Mitglieder anderer Szenen – nachfolgten. Das Wuppertal Punkerhaus wurde zum Treffpunkt für die „linke Szene“, unter anderem fand dort jährlich ein internationales Treffen von Punks und Skinheads statt. An diesen Tagen waren bis zu 300 Personen im Haus und dessen Umfeld anzutreffen. Konflikte mit der Nachbarschaft sowie Auseinandersetzungen mit rechten Gruppierungen führten zu Polizeiaktionen und zur Berichterstattung in der Lokalpresse. Das Haus wurde vermüllt und von Ratten befallen, was im Jahr 2010 zu einer großen Auszugswelle führte. Im August 2010 verließ der Hauptmieter das Haus, wenige Monate später auch der letzte Bewohner.
Das Haus wurde danach von einem neuen Eigentümer renoviert und wird seither wieder als Wohnhaus genutzt.